# Szosznogorszk önkormányzati járás

A Szosznogorszk önkormányzati járás Komiföldön

A Szosznogorszk önkormányzati járás (oroszul Район Сосногорск, komi nyelven Сӧснагорт) Oroszország egyik járása Komiföldön. Székhelye Szosznogorszk.

## Népesség
- 2002-ben lakosságának 75%-a orosz, 10%-a komi, 6%-a ukrán.